# Falsk trådlav
Falsk trådlav (Zahlbrucknerella calcarea) är en lavart som först beskrevs av Herre, och fick sitt nu gällande namn av Herre. Falsk trådlav ingår i släktet Zahlbrucknerella och familjen Lichinaceae.  Arten är reproducerande i Sverige. Inga underarter finns listade i Catalogue of Life.